# Чиркин, Сергей Виссарионович
Сергей Виссарионович Чи́ркин (1875, Санкт-Петербург — 1943, Сеул, Японская империя) — русский дипломат, посол в Бухаре в 1915 году, титулярный советник (1903), автор мемуаров.

## Биография

### Ранние годы
Сергей Чиркин родился в 1879 году в Санкт-Петербурге. Окончил в 1901 году Санкт-Петербургский университет, затем учился в учебном отделении восточных языков при Министерстве иностранных дел Российской империи (МИД) по специализации «арабский язык».

### Дипломатическая служба
В 1902 году был приписан персидскому отделению МИД, и с 1903 года начал служить стажёром в российской миссии в Тегеране, затем был назначен секретарем генерального консульства в Бендер-Бушире, а затем генеральным консулом в Исфагане.
В 1907—1910 годах Чиркин был управляющим генеральным консульством России в Бомбее. В 1911—1914 годах он работал секретарём генерального консульства Российской империи в Сеуле. В 1915 году был назначен послом в Бухару с последующим переводом на должность дипломатического представителя Российской империи в Ташкенте.

### Эмиграция
После Октябрьской революции семья Чиркиных перебралась из Туркестана в Персию, где с помощью британских коллег им удалось перебраться в Бомбей, а затем в Сеул. В 1918 году в Корее Чиркин с семьёй некоторое время проживал в российском консульстве, а затем, когда дипломатическое представительство перешло в ведение советских властей, перебрался в Духовную миссию.
С 1924 до 1943 года С. В. Чиркин преподавал русский язык в японском университете и работал с иностранной корреспонденцией в банке «Bank of Chosen»), в гостинице «Чосон» и Туристическом бюро при японском правительстве. Также С. В. Чиркин преподавал французский язык в Сеульской иностранной школе и давал частные уроки английского языка японским и корейским школьникам.
В Корее Чиркин написал мемуары, которые его сын Кирилл сопроводил следующим предисловием:

Предлагаемые вниманию российского читателя настоящие дневники принадлежат перу моего отца — дипломата Министерства иностранных дел Российской империи Сергея Виссарионовича Чиркина (1875—1943) — и освещают 13-летний период его службы: … В последние годы своей службы (1915—1920) отец являлся дипломатическим представителем Российской империи при региональном правительстве Туркестана и жил в Ташкенте. Революционные события в России оборвали его карьеру. В 1920 году, опасаясь за свою жизнь, вместе с женой Натальей Николаевной, урожденной Ефремовой, он бежал в Иран и после скитаний, в 1921-м, оказался в Сеуле, по-японски — Кэйдзё. Здесь отец прожил до своей смерти в 1943 году и был похоронен на иностранном кладбище в Янхваджине.

Жизнь в изгнании была очень нелегкой — как в бытовом, так и материальном смысле. … Но как бы он ни был занят, он старался обязательно выкроить время для работы над своими дневниками: редактировал и перепечатывал записи, что скопились у него за годы деятельности на дипломатическом поприще. Отец, несомненно, хотел их издать, но полностью успел завершить и отпечатать на машинке только разделы о Персии и Индии. Вторая часть мемуаров осталась в рукописи, написанной столь неразборчивым почерком, что, казалось, она никогда не сможет найти своего читателя. Но свершилось чудо. Нашлись люди, которые не только расшифровали текст, но и подготовили его к печати. Благодаря их усилиям сбылась моя многолетняя мечта опубликовать записки отца. 

Кирилл Чиркин, Хейворд, Калифорния 

Февраль 2004 

Из предисловия к книге.
— С. В. Чиркин. Двадцать лет службы на Востоке: Записки царского дипломата. — М.: Русский путь, 2006.

### Смерть
Сергей Виссарионович Чиркин умер в 1943 году в Сеуле.

### Семья
Супруга Чиркина — Наталья Николаевна происходила из рода донских казаков Ефремовых и училась в Смольном институте в Санкт-Петербурге. Её отец — Николай Васильевич Ефремов был управляющим канцелярией туркестанского генерал-губернатора в Ташкенте. Наталья Николаевна познакомилась со своим будущим мужем — Сергеем Виссарионовичем Чиркиным в Ташкенте. Интересно, что во время проживания в Корее она и её муж были единственными представителями «белоэмигрантской» русской общины, которые были членами Сеульского иностранного клуба, куда входили иностранные дипломаты и бизнесмены, в то время, когда в Сеуле были официально аккредитованы советские дипломаты.
Летом 1945 года, уже после смерти мужа, Наталья Николаевна была арестована японскими жандармами по подозрению в обмене секретной информацией с сотрудниками советского консульства. После вступления в Сеул американской армии она получила место в американском Красном Кресте, а затем в американской Военной администрации. В 1950 году она уехала в Калифорнию. Скончалась Чиркина в возрасте 95 лет в Сан-Франциско.